# Skimboarding

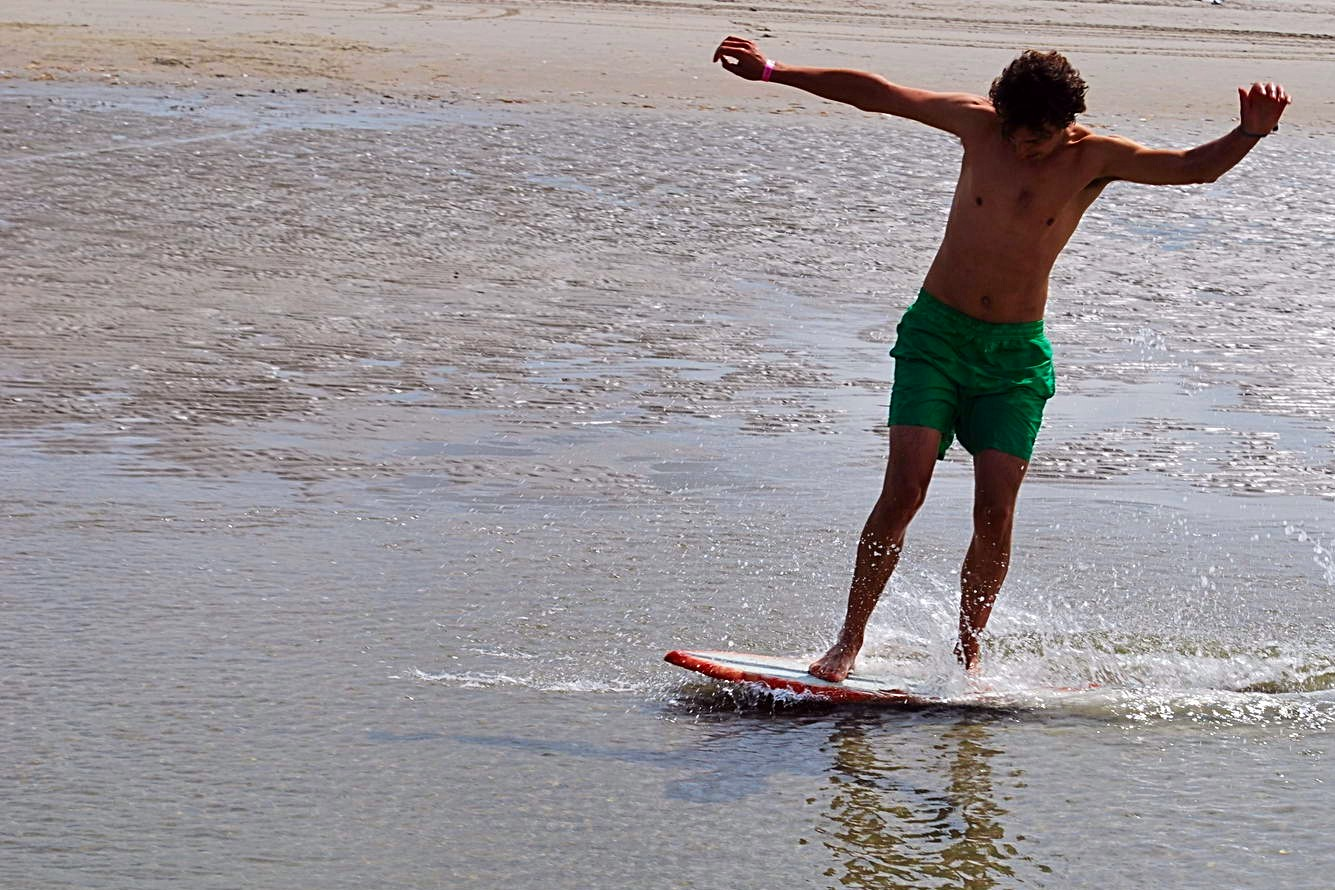
Skimboarder

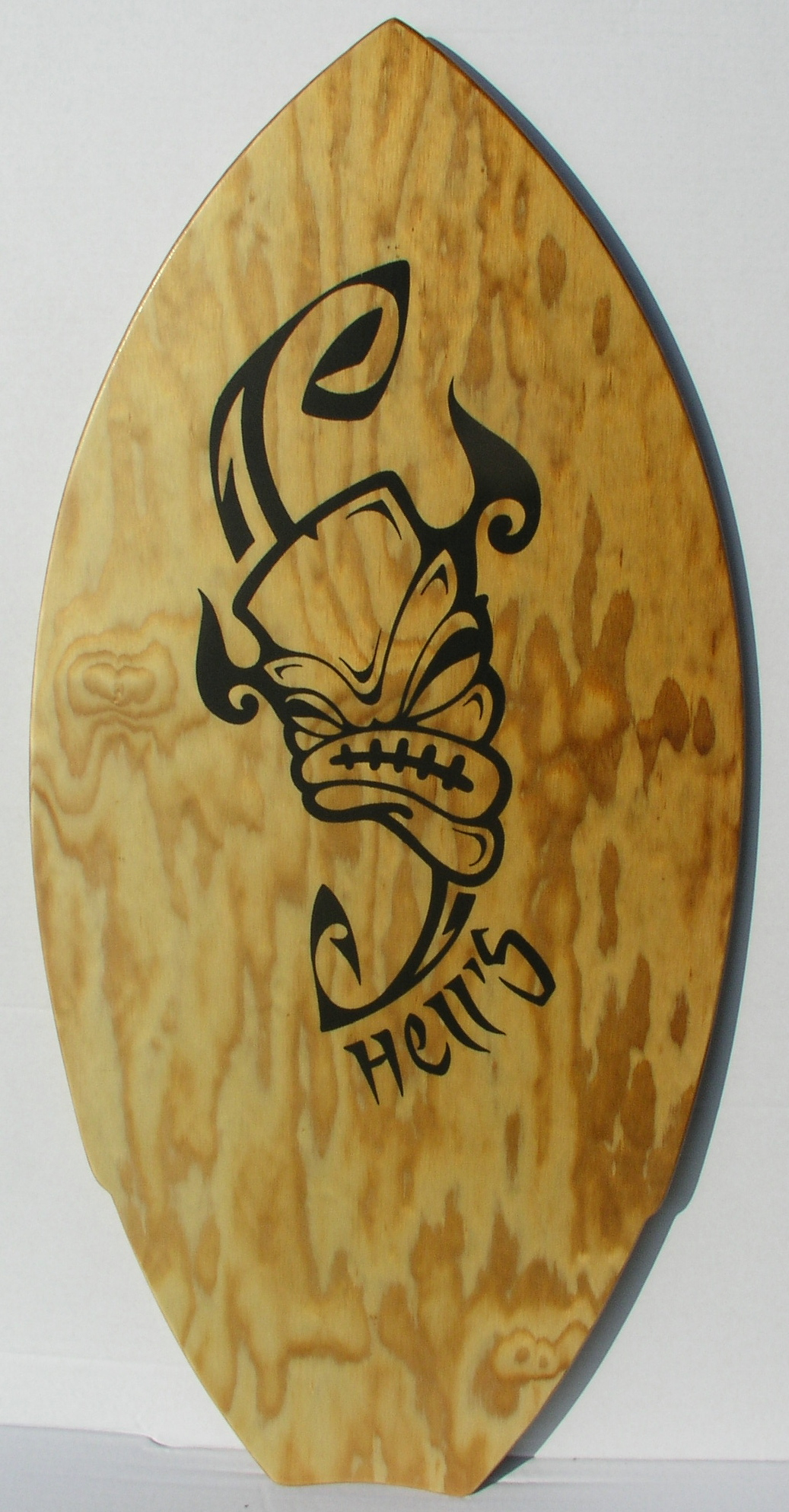
Skimboard, 108 x 51cm

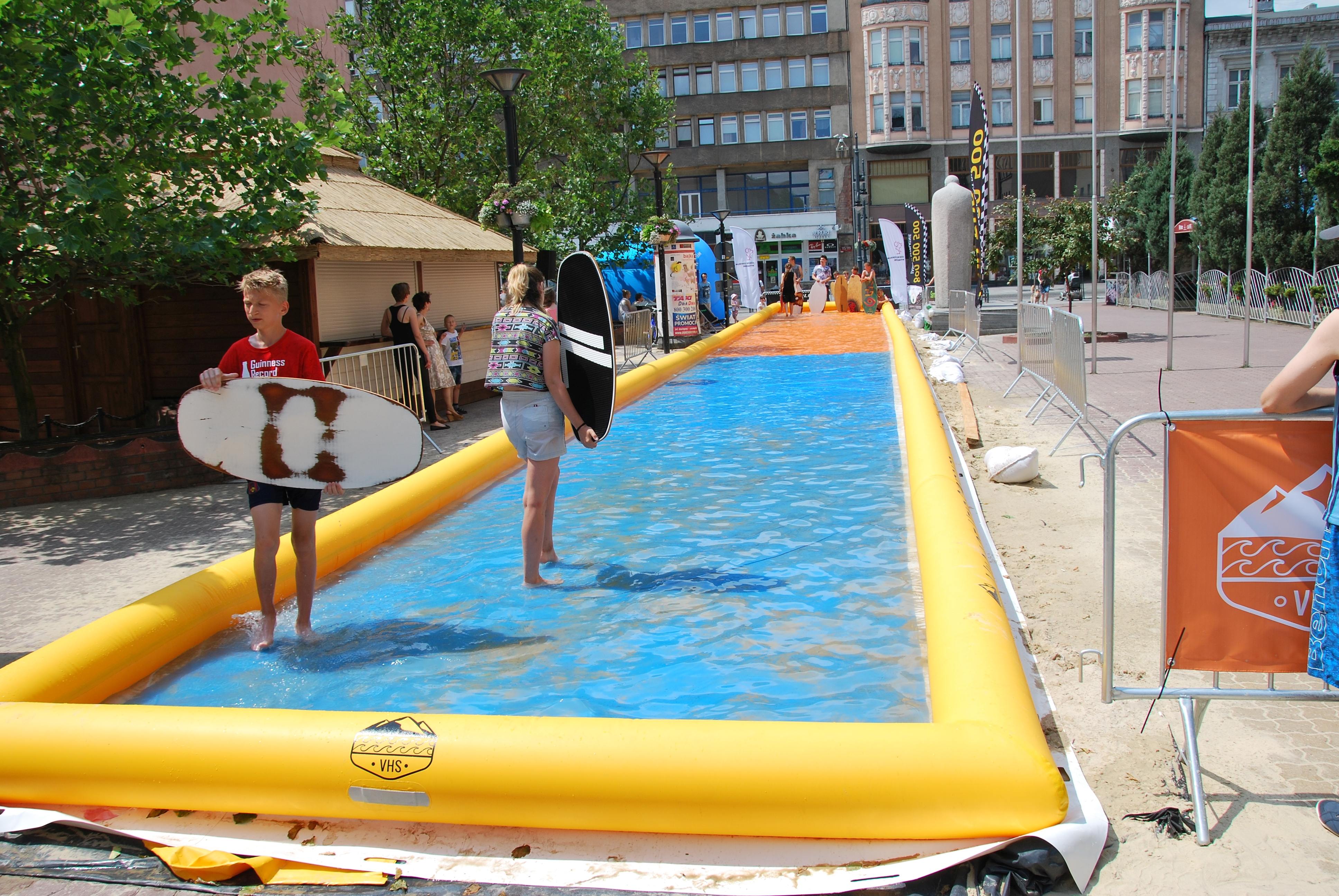
Skimboard

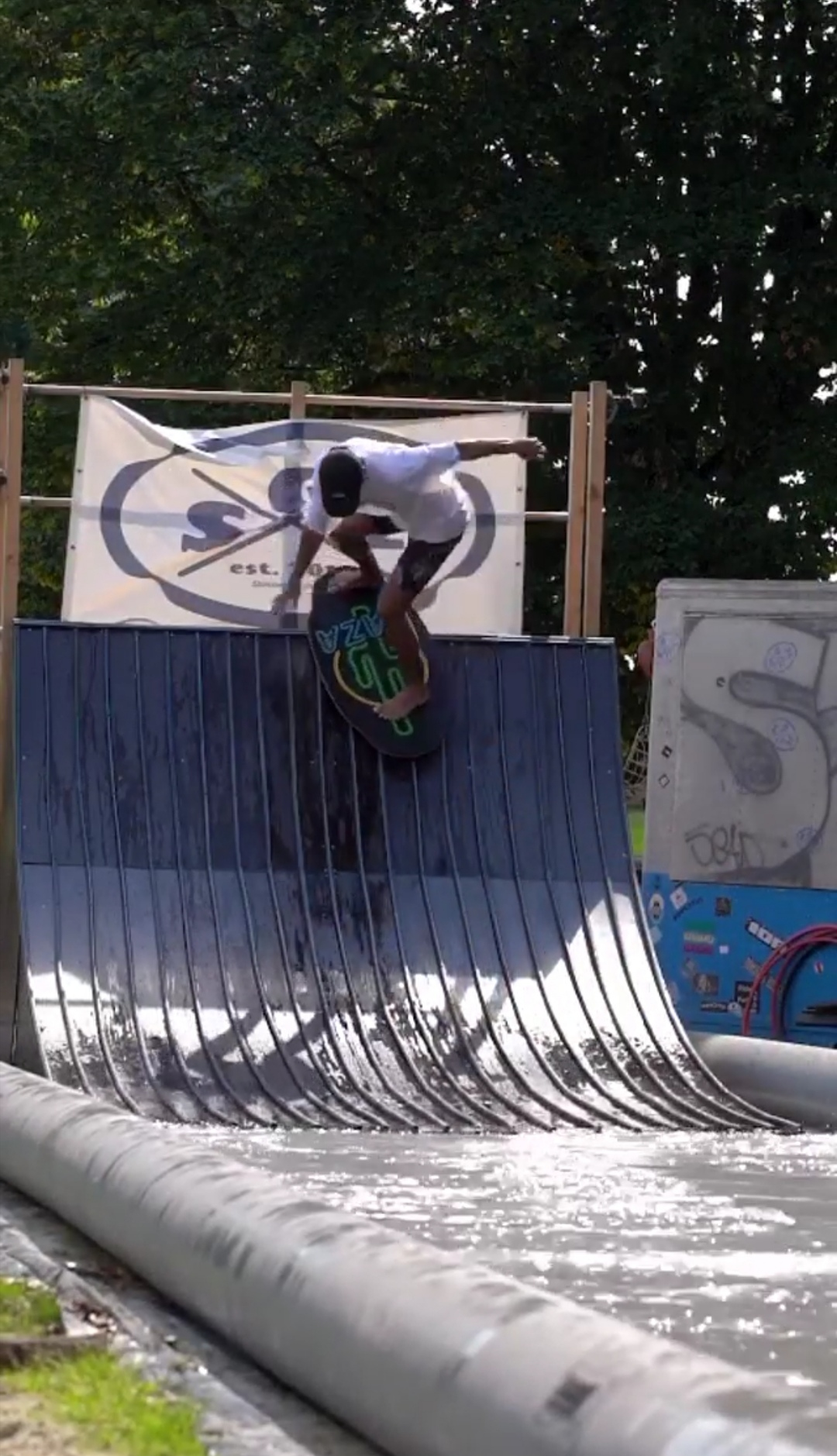
Skimboard

Skimboard é um desporto praticado principalmente em praias de tombo e consiste em correr em direção de uma onda, jogar sua prancha rapidamente pulando em cima dela (drop) para então surfar a onda (wrap). Neste esporte encontramos uma mistura de várias outras modalidades como o surf, skateboard ou snowboard, visto que é possível surfar a onda, fazer manobras como no skate ou Snowboard. Os atletas que praticam este esporte são Skimboarders ou Skimmers.
Também pode ser em praias planas utilizando-se de obstáculos e rampas (flatland).

## História
O skimming teve o seu início perto de 1930 nas praias de Laguna Beach, Califórnia.
Em Portugal só apareceram na década de 1980. Eram conhecidos na Linha do Estoril, Miguel Rato e MDT PI. Os pioneiros do skimboard em Portugal, encontravam-se mais a norte do país onde praticavam desde o início da década, nas extensas praias de areia fina da zona de Esposende e eram conhecidos na altura por Cuca; Becas e Zé-Rau.
Enquanto que inicialmente os praticantes se limitavam a deslizar pela areia, paralelamente ao mar, o desporto foi evoluindo para incorporar mais manobras de surf e skate.
Em alguns locais, como Bahia - Brasil, é chamado de frus (surf ao contrário) por conta de inversão: em vez de partir da onda para a praia, o skimmer corre da praia para o mar.
Em Portugal, os campeonatos foram aparecendo e a modalidade ganhou divulgação, chegando nos anos 90 a ter uma grande projecção através dos media, patrocinadores e eventos.
As pranchas que começaram por ser em madeira de contraplacado, evoluíram para o foam (espuma), usado nas pranchas de surf, o que permitiu uma maior evolução de manobras e espetacularidade do desporto.

Nos dias de hoje a modalidade tem bastantes praticantes no mundo inteiro. Existem campeonatos internacionais nos EUA, França, Chile, Portugal e México.
No Brasil, a modalidade é bastante difundida em São Paulo, Rio de Janeiro, Espírito Santo, Pernambuco e na Bahia tem crescido bastante. Em Pernambuco encontrou em Recife um local propício para se desenvolver. Com os ataques de tubarão o surf foi proibido e uma das principais praias do Nordeste, Boa Viagem, perdeu seu principal esporte. Porém, permitiu o desenvolvimento do Skimboard. Os antigos fabricantes de pranchas de surf investiram no novo produto e o número de praticantes não para de crescer.
Em Pernambuco, o esporte se desenvolveu bastante com o trabalho da Geração Skim, equipe especializada no esporte que investiu na preparação dos atletas organizando Workshops, Encontros e Campeonatos, sempre trazendo skimmers experientes de fora do Estado.
No Espírito Santo o esporte está se desenvolvendo com o trabalho da "FEDERAÇÃO DE SKIMBOARD DO ESPÍRITO SANTO - FESKIM" https://pt-br.facebook.com/feskim/ , entidade e órgão mais importante responsável pela promoção e regulamentação da prática do Skimboard no Estado do Espírito Santo e no Brasil. Movimentos organizados como Workshop, encontros e campeonatos estão se desenvolvendo na capital Vitória pelo movimento "SkimCamburi" https://m.facebook.com/SkimCamburi ,grupo de amigos que praticam o skimboard na capital Vitória e ao perceberem a progressão do esporte criam uma tribo que vem para contribuir a divulgar Fotos, Videos e realizar outros tipos de trabalhos envolvendo skimboard na praia de Camburi-ES.
Já na Bahia, especificamente em Salvador e Litoral Norte(Lauro de Freitas e Camaçari) o esporte vem se desenvolvendo a cerca de 25 anos com as iniciativas de um grupo de amigos que se encontravam para praticar o esporte nas praias de Salvador,onde foi criado um grupo no Orkut e pouco tempo depois com a retirada da rede social do ar, migrando para o Facebook com o grupo Skimboard - Bahia/Salvador https://www.facebook.com/groups/skimboardsalvador/, assumindo nova direção, passando a ganhar mais visibilidade e organização através do empenho e comprometimento dos administradores do grupo que foram chegando ao longo do tempo (Lucas Coimbra, Sergio Marques, Mateus Moraes,  Raonir Santos(Raonir Braz), Daniel Levi,Josué Bomfim (Mr.Shapes), Jorge Silva e Ícaro Lima) que passaram a organizar eventos de confraternização entre os amigos praticantes, culminando em eventos bastante conhecidos atualmente como o Tarta Skim Festival I, II, III, IV, V, VI e VII, 2010 - 2017, (Campeonato Baiano de Skimboard - Etapa da Copa Nordeste em 2018 e do Circuito Brasileiro em 2016 e 2017) e o Circuito Baiano de Skimboard - CBS2016/2017, 2018/ 2019,2020/2021, 2023/2024, 2025, realizado pela Associação Soteropolitana Atlética de Skimboard  - ASASKIM, subdividido em etapas com Ranking, com primeira edição realizada em 2016/2017, nas praias de Salvador agregando as etapas dos campeonatos TartaSkim.  

## Marcas
As principais marcas internacionais para pranchas de competição são Exile (US), Zap (US), Victória (US), Folha (PT) e Dogflut (ES). Estas marcas produzem modelos com formas e materiais avançados (fibra de carbono, foam de alta densidade e resinas epóxicas).

Existem muitos outros fabricantes de pranchas, principalmente para principiantes mas também marcas de pequena produção de pranchas avançadas, criadas por skimmers. Entre as marcas portuguesas e brasileiras alguns exemplos são: Reflex, Bred, Cira, Inject, Eden Skimboards, Process, Lamina, Slide, Xhu Skim Co, Dirty Skim, Wilson, Wadson, Du Preto Skimboards, A Skim(Ary), DS Skimboard, D'Bítto,Velocity, Sesh Boards, New Skimboards, Prime Skimboards, Kush Boards, Edge Skimboards, Boardlab, Bel Fix, Surf Onda Maré, Mr. Shapes Skimboards, entre outras.
As marcas mais famosas e pranchas do modelo "foam"(pu ou pvc) mais utilizadas atualmente no Brasil são:
1º - Sesh Boards (antiga SSK - Ubatuba/SP), 2º - Prime Skimboards (Vila Velha/ES), 3º - NewSkim (Guarapari/ES), 4º - Kush Boards (São Paulo/SP) e 5º - Edge Boards (São Paulo/SP).
Existem também algumas marcas que trabalham com pranchas rústicas e no modelo de madeira, algumas que utilizam verniz em sua fabricação e outras fibras e resinas.
Atualmente as mais conhecidas e usadas são:
1º - Ary Skimboards (Recife/PE), 2º - Mr. Shapes Skimboards, 3º - Boardlab, 4º - Bel Fix, 5º - Surf Onda Maré

## Competições
Existe hoje, nos EUA, um circuito profissional chamado UST-United Skimboard Tour. É organizado por 3 dos maiores fabricantes de pranchas do mundo: Victoria Skimboards, Zap Skimboards e Exile Skimboards. Esse é o evento de que participam os maiores nomes do skimboard mundial, como Bill Bryan, Paulo Prietto, Brandon Rothe, Morgan Just, Brad Domke e Brandon Sears.
Em Portugal as competições oficiais estão sobre a tutela da Federação Portuguesa de Surf, é este organismo que é responsavel pelos atletas da modalidade. Um atleta pode se federar através de um clube inscrito na FPS, ou directamente na FPS como atleta de skimboard.
Outros eventos que se realizam anualmente são Circuito Nacional de Skimboard, Zap Internacional Santa Cruz e Folha Internacional, por vezes outros eventos como concentrações ou outros eventos são realizados em Portugal.
No Brasil, já aconteceram eventos como Rio Open de Skimboard, Arnette Skimboard Tour, Skim Festival Brasil e Encontro Recife das Águas de Skimboard e Red Bull Hard Skimming
TartaSkim Festival I, II, III, IV, V, VI e VII (Campeonato Baiano de Skimboard), Encontrão dos Tartas I, II e III(Confraternização entre atletas participantes do grupo Tarta Skim),  Circuito Baiano de Skimboard Etapas I, II e III(realizado pela Associação Soteropolitana Atlética de Skimboard - ASAS), Copa Vila Velha de Skimboard (Campeonato que ocorre anualmente na praia da Costa, Barra do Jucu em Vila Velha-ES, evento que reúne o maior número de atletas de ponta no circuito Brasileiro).

## Campeões Mundiais
| 2019 – Lucas Fink    |
| 2018 - Blair Conklin |
| 2017 - Blair Conklin |
| 2016 - Blair Conklin |
| 2015 - Sam Stinnett  |
| 2014 - Sam Stinnett  |
| 2013 - Austin Keen   |
| 2012 - Sam Stinnett  |
| 2011 - Sam Stinnett  |
| 2010 - Bill Bryan    |
| 2009 - Bill Bryan    |
| 2008 - Bill Bryan    |
| 2007 - Paulo Prietto |
| 2006 - Paulo Prietto |

## Campeões Europeus
| 2004 - Hugo Santos   |
| 2003 - Hugo Santos   |
| 2002 - Hugo Santos   |
| 2001 - Lino Curado   |
| 2000 - ------        |
| 1999 - ------        |
| 1998 - Lino Curado   |
| 1997 - Miguel Santos |
| 1996 - Miguel Santos |
| 1995 - Romuald Janau |
| 1994 - Romauld Janau |

## Campeonatos Nacionais
Open Masculino
| 2019 - Miguel Braz        |
| 2018 - Ricardo Dias       |
| 2011 - Hugo Santos        |
| 2010 - Emanuel Embaixador |
| 2009 - Hugo Santos        |
| 2008 - Hugo Santos        |
| 2001 - Hugo Santos        |
| 2000 - Hugo Santos        |
| 1999 - Lino Curado        |
| 1998 - Lino Curado        |
| 1997 - Miguel Santos      |
| 1996 - Miguel Santos      |
| 1995 - Hugo Silva         |

Open Feminino
| 2019 - Carolina Ruivo   |
| 2018 - Francisca Freire |
| 2011 - Sofia Lopes      |
| 2010 - Sofia Lopes      |
| 2009 - Filipa Pinto     |
| 2008 - Sofia Lopes      |

Sub 18
| 2011 - Simão Pinto         |
| 2010 - Eduardo Joaquim     |
| 2009 - Eduardo Joaquim     |
| 2008 - Diogo Gil Conceição |

Sub 16
| 2011 - Diogo Abrantes   |
| 2010 - Victor Fernandes |
| 2009 - Simão Pinto      |
| 2008 - Eduardo Joaquim  |

Sub 14
| 2011 - Vasco Jordão    |
| 2010 - Afonso Ruiz     |
| 2009 - Manuel Berberan |
| 2008 - Diogo Abrantes  |